# Big Enough (песня Кирина Дж. Каллинана)
«Big Enough» (с англ. — «Достаточно большой») — песня австралийского певца Кирина Дж. Каллинана при участии австралийского певца Алекса Камерона, австралийской девушки-музыканта Молли Льюис и шотландско-австралийского певца Джимми Барнса. Американский звукозаписывающий лейбл Terrible Records выпустил музыкальное видео 16 августа, а сингл — 24 ноября 2017 года. Песня включена в альбом Каллинана Bravado, выпущенный 9 июня 2017 года.
Песня и клип «Big Enough» известны криком Барнса, который вскоре стал интернет-мемом.

## История
В интервью журналу Under the Radar, Каллинан описал свое желание добавить в песню голос Барнса, и впоследствии он получил от него звуковые файлы со знаменитым криком.
Pedestrian описал «Big Enough» как смесь Мужчины с заснеженной реки, Горбатой горы, и любого спагетти-вестерна.

## Клип
Клип к песне «Big Enough» был выпущен вместе с синглом в августе 2017 года. Срежиссирован он Дэнни Коэном, сюжет видео разворачивается в среде Дикого Запада и наполнен забавными моментами. Молли Льюис появляется на видео в виде свистящей девушки и после неё камера уносится вверх, где мы видим кричащего Джимми Барнса.

## Интернет-мем
«Big Enough» стал частью интернет-мема в октябре 2017 года. В песне Барнс кричит, а в клипе он кричит в небе. Многие из мемов включают в себя добавление изображения и вокала Барнса в различные сцены популярной культуры. Комментируя запись трека Барнс сказал, что он «кричал…как банши…в течение пяти минут».

## Номинации
| Год  | Награды  | Категория                          | Получатель | Результат | Реф.   |
| ---- | -------- | ---------------------------------- | ---------- | --------- | ------ |
| 2017 | J Awards | Australian Music Video of the Year | Дэнни Коэн | Номинация | [ 11 ] |